# Řád augustiniánů rekoletů
Řád augustiniánů rekoletů (latinsky: Ordo Augustinianorum Recollectorum) je mužský katolický žebravý řád, jehož zkratkou je O.A.R.

## Historie
Dne 5. prosince 1588 provinční kapitula kastilských poustevníků, která se setkala v Toledu, aby vyhověla potřebám četných bratrů se rozhodla o zřízení řeholních rekoletských domů.
Prvním rekoletským klášterem byl Talavera de la Reina, který byl zřízen 19. října 1589. Následně vznikl klášter v Portillu, v La Navě a Madridu. Dekret podepsaný kardinály Cesare Baroniem a Robertem Bellarminem ve jménu papeže Klementa VIII. bylo dovoleno bratrům zvolit si svého představeného, který by je zastupoval v rámci provincie Kastilie a mohl zakládat kláštery po celém Španělsku.
Počest klášteru rychle vzrostl a papež Klement VIII. je 11. února 1602 sjednotil do autonomní provincie, která byla přímo podřízena generálnímu převorovi řádu. Roku 1605 se kapitula řádu rozhodla pro misie na Filipínách a o rok později odešli na Luzon, do Bataanu, Pampangy a Zambales.
Dne 6. června 1621 papež Řehoř XV. brevem Militantis Ecclesiae dovolil bratrům si zvolit generálního vikáře. Stejným brevem byly zřízeny čtyři provincie: kastilská, baetická, aragonská a filipínská.
Ve stejné době vzniku rekoletů ve Španělsku vzniklo nezávisle podobné reformní hnutí v augustiniánském provincii Panny Marie Milostivé v Novém království Granada (Kolumbie). Hnutí vzniklo 12. srpna 1604 díky mystiku Matteovi Delgadovi, a to v klášteře La Candelaria.
Po povýšení španělských rekoletů na autonomní kongregaci, kolumbijská komunita přizpůsobila své stanovy stanovám španělských bratrů a 16. července 1629 papež Urban VIII. nařídil jejich připojení ke španělským rekoletům.
Papež Alexandr VII. (1661) a Klement IX. (1668) učinili z Kolumbie pátou provincii.
Osmnácté století bylo pro řád období úpadku. Roku 1770 král Karel III. Španělský pod záminkou reformy, kterou požadovali samotní řeholníci, zakázal přijímat nové novice do klášterů s více než 14 bratry. Dále zakázal nosit řeholní oděv mladším 18 let. Všechna tato opatření vedla k velkému poklesu počtu klášterů a rekoletů ve Španělsku.
Napoleonská invaze do Španělska a válka za nezávislost v Kolumbii způsobily další potíže, které vyvrcholily potlačením náboženských řádů ve Španělsku (1835) a Kolumbii (1861). Kláštery se zachovaly pouze na Filipínách ale Filipínská revoluce roku 1897 a mnoho řeholníků zmizelo.
Filipínští řeholníci v exilu založili mnoha společenství v Jižní Americe, znovu zřídili noviciát ve Španělsku a misii v Číně.
Dne 16. září 1912 papež Pius X. udělil řádu brevem Religiosas familias plnou nezávislost.

## Aktivita a šíření
Při zachování kontemplativní orientace svých počátků brzy přijali misijní a apoštolskou orientaci a bratři nevylučovali žádnou formu apoštolátu.
Počínaje roku 1623 prováděli misii v Japonsku, kde se Františku od Ježíše podařilo pokřtít 7 000 lidí. Roku 1632 došlo k pronásledování křesťanů a čtyři rekoleti byli upáleni.
Rodrigo od svatého Michaela roku 1622 zahájil cestu přes země Středního Východu a obrátil mnoho Chaldejců z regionu Basra ke katolicismu.
Byly jim svěřeny Mariany, které christianizovali Jezuité. Řeholníci zde zůstali až do roku 1909.
Roku 1941 založili ve filipínském Bacolodu univerzitu a poté četná další vzdělávací centra.
Řád řídí také Augustinologický institut v Madridu, který od roku 1956 vydává časopis Augustinus.
Jsou přítomni ve Španělsku, Brazílii, Kolumbii, Mexiku, Spojených státech amerických, na Filipínách, ve Venezuele, Peru, Panamě, Argentině, Kostarice, Spojeném království, Dominikánské republice, Guatemale, Itálii, Tchaj-wanu, Chile, Číně a Sieře Leone; generální kurie se nachází v Římě.
Na konci roku 2008 měl rád 197 klášterů a 1227 řeholníků, z nich 900 bylo kněžích.